# Сердюк Вадим Дмитрович
Сердюк Вадим (Владлен) Дмитрович (14 березня 1940 р. — 19 листопада 1979 р.) — український спортсмен, Майстер спорту зі спортивного туризму. 
Жив і працював у м. Вільнянськ, Запорізької області. Там же у 1960–1970-х роках організував і очолював молодіжний туристсько-альпіністський клуб «Пошук», а згодом — місцеву кіностудію.

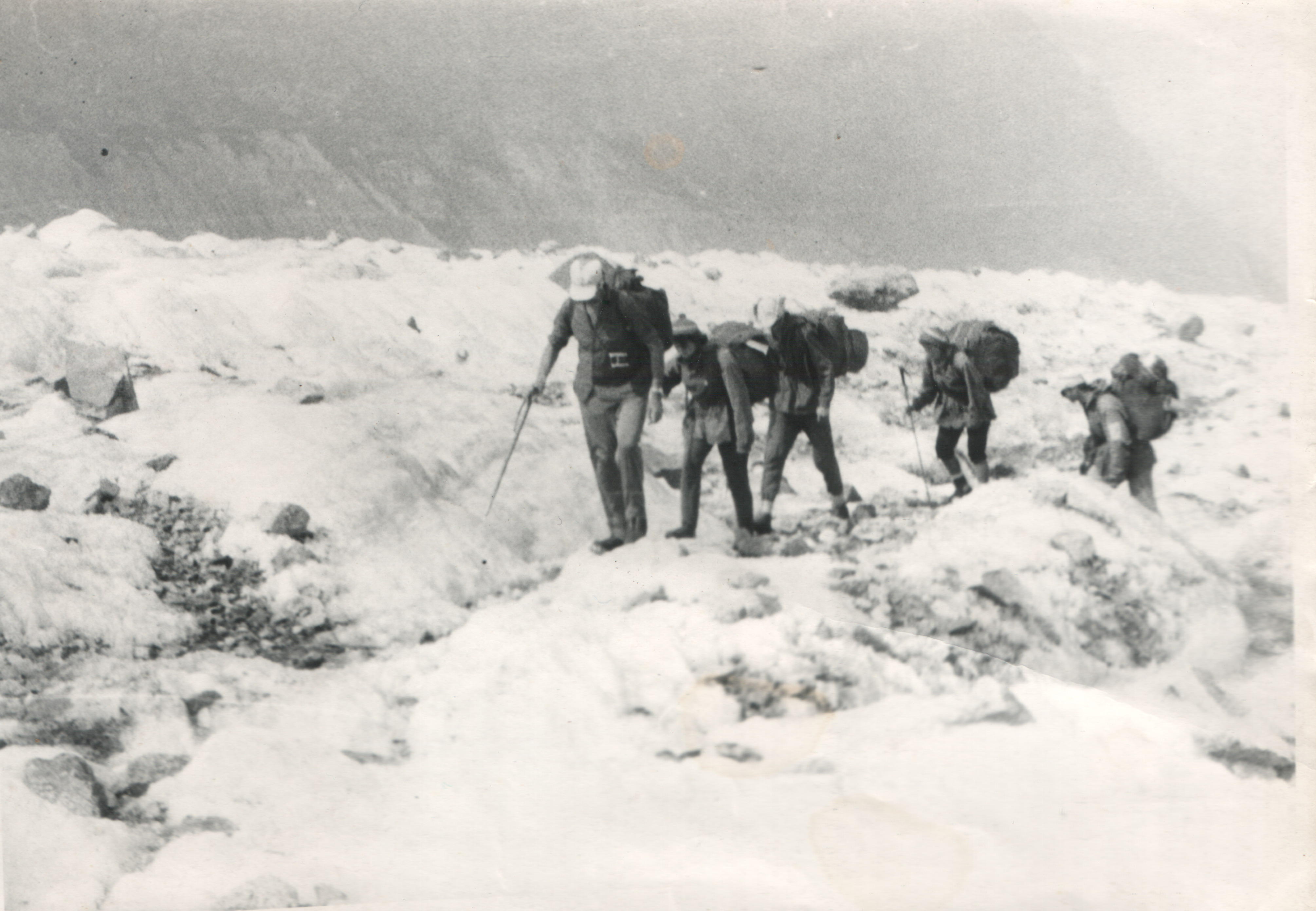
Кавказ. Сердюк Вадим Дмитрович веде групу українських альпіністів на Безенгійському льодовику. 1968 р.

Центральний Кавказ. Привал на маршруті Перевал Верхній Цанер — Перевал Сімох. 1968 р. Сердюк Вадим Дмитрович на передньому плані праворуч.

Основні походи: Кавказ, Камчатка, Нова Земля.
Місце праці — Вільнянський завод імені Шевченка.
Похований у м. Вільнянськ.